# Faurelina
Faurelina — рід грибів родини Chadefaudiellaceae. Назва вперше опублікована 1975 року.

## Класифікація
До роду Faurelina відносять 5 видів:
- Faurelina elongata
- Faurelina fimigena
- Faurelina fimigenes
- Faurelina hispanica
- Faurelina indica